# Daan de Kort
Adriaan Harry John (Daan) de Kort (Veldhoven, 15 juli 1992) is een Nederlandse politicus namens de VVD. Sinds 31 maart 2021 is hij lid van de Tweede Kamer der Staten-Generaal.

## Opleiding en loopbaan
De Kort groeide op in Veldhoven met ouders, die als makelaars actief waren, en zijn broer. Hij ging tot 2010 naar het havo op het Sondervick College en hij voetbalde bij de lokale club SV Rood-Wit. Tot 2015 studeerde hij bestuurskunde aan de Avans Hogeschool in 's-Hertogenbosch en tot 2018 deed hij een bachelor bestuurskunde aan de Universiteit Leiden. Tijdens zijn studie bij Avans richtte hij samen met een medestudent de studievereniging s.v. Collegium op.
De Kort was in samenwerking met SGPV voorlichter op basisscholen, hij was medeoprichter van een huiswerkinstituut en hij was medeoprichter en vennoot van een mediaplatform over Veldhoven. Ook hielp hij mee aan de website veldhovenviertfeest.nl, die in 2013 werd opgericht om activiteiten in en rondom Veldhoven te tonen. Ook was hij enige tijd dj bij de lokale omroep Radio Veldhoven.

## Politieke loopbaan
De Kort was van 2011 tot 2014 fractiemedewerker van de VVD in Veldhoven en richtte in 2012 samen met Vivianne van Wieren de Veldhovense jongerenafdeling van die partij op. Bij de gemeenteraadsverkiezingen van 2014 verscheen hij in Veldhoven als zesde op de kandidatenlijst. De VVD haalde vijf zetels, maar De Kort ontving toch een gemeenteraadszetel vanwege zijn voorkeurstemmen. Op zijn suggestie publiceerde de Brabantse VVD een verkiezingsprogramma in braille voor de Provinciale Statenverkiezingen 2015. De Kort werd in mei 2015 vice-fractievoorzitter van de VVD in Veldhoven en in november 2016 volgde hij fractievoorzitter Peter Saris op.
De Kort werd in 2018 herkozen als lijsttrekker in Veldhoven. Hij hielp mee bij de formatie en verliet de gemeenteraad op 14 mei om wethouder van economische zaken, onderwijs en sport te worden in het nieuwe college. Met zijn leeftijd van 25 jaar werd hij de jongste wethouder in de geschiedenis van Veldhoven. Hij zorgde voor twee uur gratis parkeren in het stadscentrum, wat een van zijn campagnebeloftes was. De Kort was ook onderdeel van een werkgroep van de European Blind Union om te onderzoeken hoe stemmen toegankelijker kon worden gemaakt voor visueel beperkten.

### Tweede Kamer
De Kort was bij de Tweede Kamerverkiezingen 2021 de 28e kandidaat van de VVD. Hij werd verkozen met 5714 voorkeurstemmen en hij werd op 31 maart beëdigd als lid van de Tweede Kamer der Staten-Generaal. Hij werd lid van de contactgroep België en van de vaste commissies voor Binnenlandse Zaken, voor Digitale Zaken, voor Koninkrijksrelaties en voor Sociale Zaken en Werkgelegenheid. Hij kreeg de portefeuille Interbestuurlijke verhoudingen, Financiën mede-overheden, Gemeentelijke herindelingen, Openbaarheid van bestuur en open data, Arbeidsvoorwaarden collectieve sector, rechtspositie politieke ambtsdragers, Adeldom, Participatiewet (incl. bijstand, sociale werkvoorziening)/quotum, Wajong, Algemene nabestaandenwet, Europees Sociaal Fonds, Re-integratie, Sociale Verzekeringsbank, SZW-domein Caribisch Nederland, Ontwikkelingen en ondersteunen van de samenwerking in de SUWI-keten. Later in 2021 werden zijn specialisaties gerelateerd aan het ministerie van Binnenlandse Zaken en Koninkrijksrelaties vervangen door toegankelijkheid en arbeidsomstandigheden en armoede werd in 2022 toegevoegd. De Kort was lijstduwer van de VVD in Veldhoven bij de gemeenteraadsverkiezingen in 2022.
In oktober 2022 lanceerde hij een meldpunt voor overheidswebsites en -applicaties die ontoegankelijk zijn voor mensen met een beperking.
Op 6 februari 2024 werd De Kort gekozen tot voorzitter van de parlementaire enquetecommissie over het beleid in de coronacrisis.

## Privé
De Kort verloor 96% van zijn zichtsvermogen binnen enkele dagen in maart 2008, toen hij vijftien jaar oud was, en hij ziet sindsdien slechts de contouren van zijn directe omgeving. De groei van een van zijn schedelbotten beschadigde zijn oogzenuw. Het bot werd weggehaald tijdens een operatie om volledige blindheid te voorkomen. Een jaar later begon De Kort als diskjockey op te treden onder de naam DJ Braille. Hij stopte daarmee vlak voordat hij wethouder werd. Ook nam De Kort eind 2020 en begin 2021 een podcastserie op met vier afleveringen genaamd Eyeopener over zijn beperking. In juni 2022 begon De Kort als Kamerlid samen met Theo Erkens de nieuwe maandelijkse radiorubriek De Kort in Den Haag over de nationale politiek te presenteren voor de lokale zender Kempen FM.